# Bevacizumab
Bevacizumab (lastniško ime Avastin) je humanizirano monoklonsko protitelo, ki deluje kot zaviralec angiogeneze in se uporablja za zdravljenje različnih oblik raka.
Bevacizumab je prvo tarčno zdravilo z antiangiogenim delovanjem, ki je pokazalo dobre klinične rezultate pri bolnikih
z različnimi vrstami čvrstih tumorjev. Pridobivajo ga z izražanjem v kulturi ovarijskih celic kitajskega hrčka (CHO).

## Mehanizem delovanja
Veže na vaskularni endotelijski rastni dejavnik (VEGF), s čimer zavira vezavo VEGF na njegova receptorja Flt-1 (VEGFR-1) in
KDR (VEGFR-2) na površini endotelijskih celic. Ker prepreči biološki učinek VEGF, zmanjša ožiljenje tumorja in tako
zavre njegovo rast.

## Uporaba
V kombinaciji z intravenskim 5-fluorouracilom in folinsko kislino ali  intravenskim 5-fluorouracilom, folinsko kislino in irinotekanom je indiciran za prvo linijo zdravljenja metastatskega raka debelega črevesa ali danke. Učinkovit je tudi pri zdravljenju raka dojke, nedrobnoceličnega raka pljuč in ledvičnega raka. Ameriški Urad za prehrano in zdravila je maja 2009 odobril tudi uporabo pri ponavljajočem se multiformnem glioblastomu.

## Neželeni učinki
Najpogostejši neželeni učinki so pojav sekundarnega raka (rak dojke pri zdravljenju raka debelega črevesa in danke), zvišan krvni tlak, proteinurija, trombembolije, slabše celjenje ran, krvavitve, predrtje prebavil.